# Tarsipes
Tarsipes is een geslacht van klimbuideldieren. Het geslacht kent één soort en is daarom een monotypisch geslacht.

## Taxonomie
- Familie Tarsipedidae
  - Geslacht Tarsipes
    - Tarsipes rostratus Gervais & Verreaux, 1842 – Slurfbuidelmuis